# Lollands Østerborg

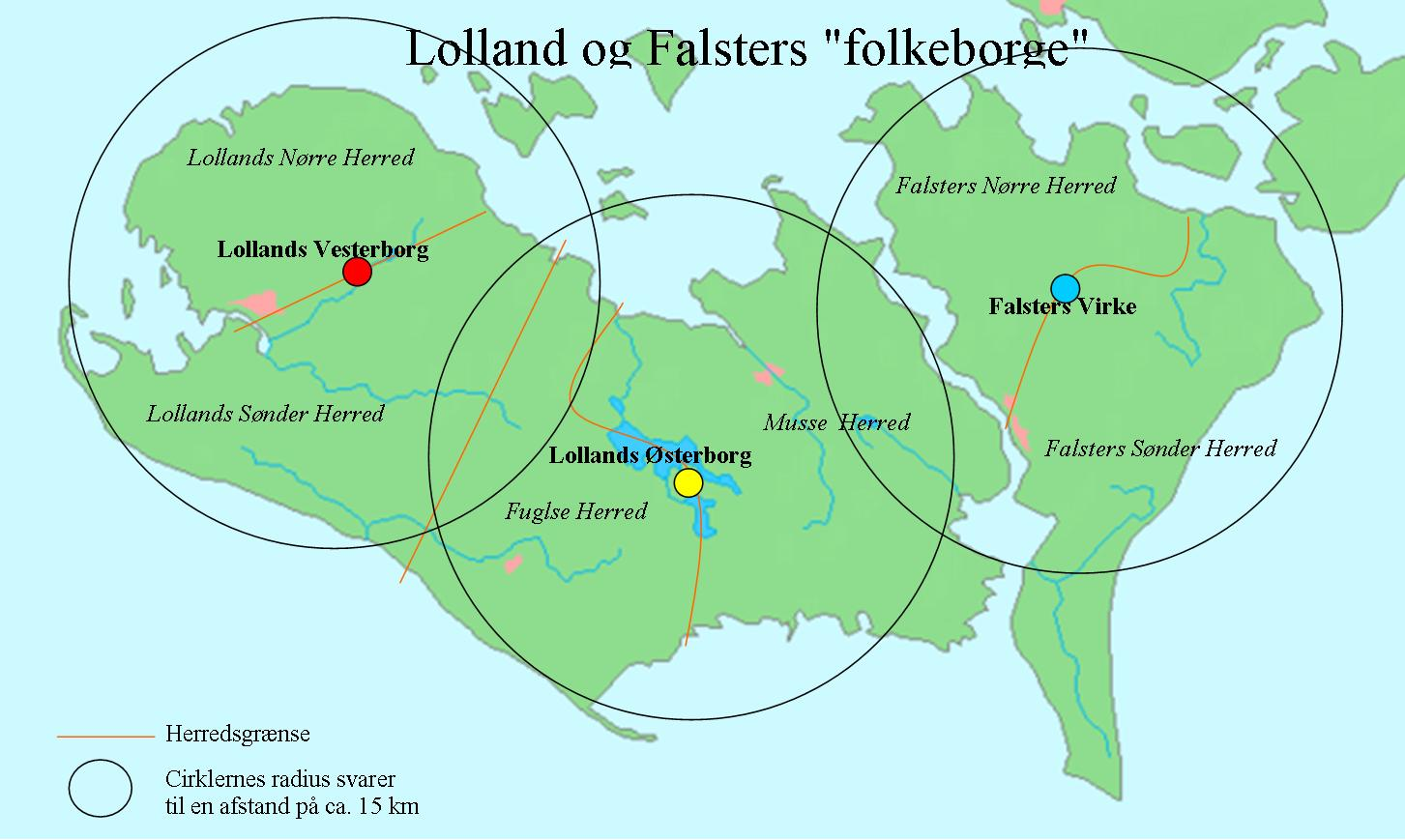
Lollands Østerborg – mittig

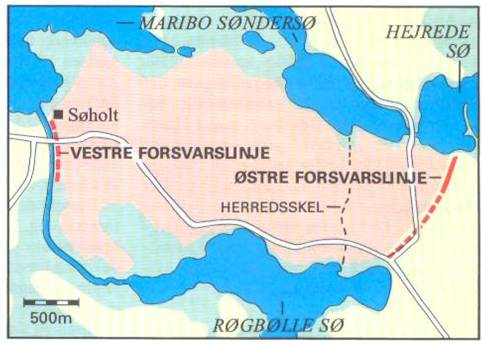
Lollands Østerborg – rosa Fläche

Lollands Østerborg nördlich von Godsted auf der Insel Lolland in Dänemark gelegen, ist mit etwa 4,0 km² die größte eisenzeitliche Fornborg Dänemarks und die zweitgrößte dieser Gattung im Norden.
Lolland Østerborg ist neben „Lollands Vesterborg“ und „Falsters Virke“ eine von drei Burgen auf Lolland und Falster. Während Falsters Virke bereits seit einiger Zeit bekannt, war es G. U. Haugner, der Herausgeber des Nakskov Journal (auch lokaler Historiker und Politiker, der Initiator der Errichtung des Reventlow-Museum von Pederstrup), der im Jahre 1928 die Idee vorstellte, dass in der Mitte Lollands die Überreste einer Festung liegen und dass wahrscheinlich auch auf Westlolland eine solche Burg lag. Er identifizierte Teile einer Einhegung zwischen dem Hejrede-See, dem Maribo Søndersø und dem Røgbølle-See. Die Seen im Norden und Süden begrenzen zusammen mit Wällen im Osten und Westen eine große Fläche, die die Burganlage darstellt.

Lollands Østerborg
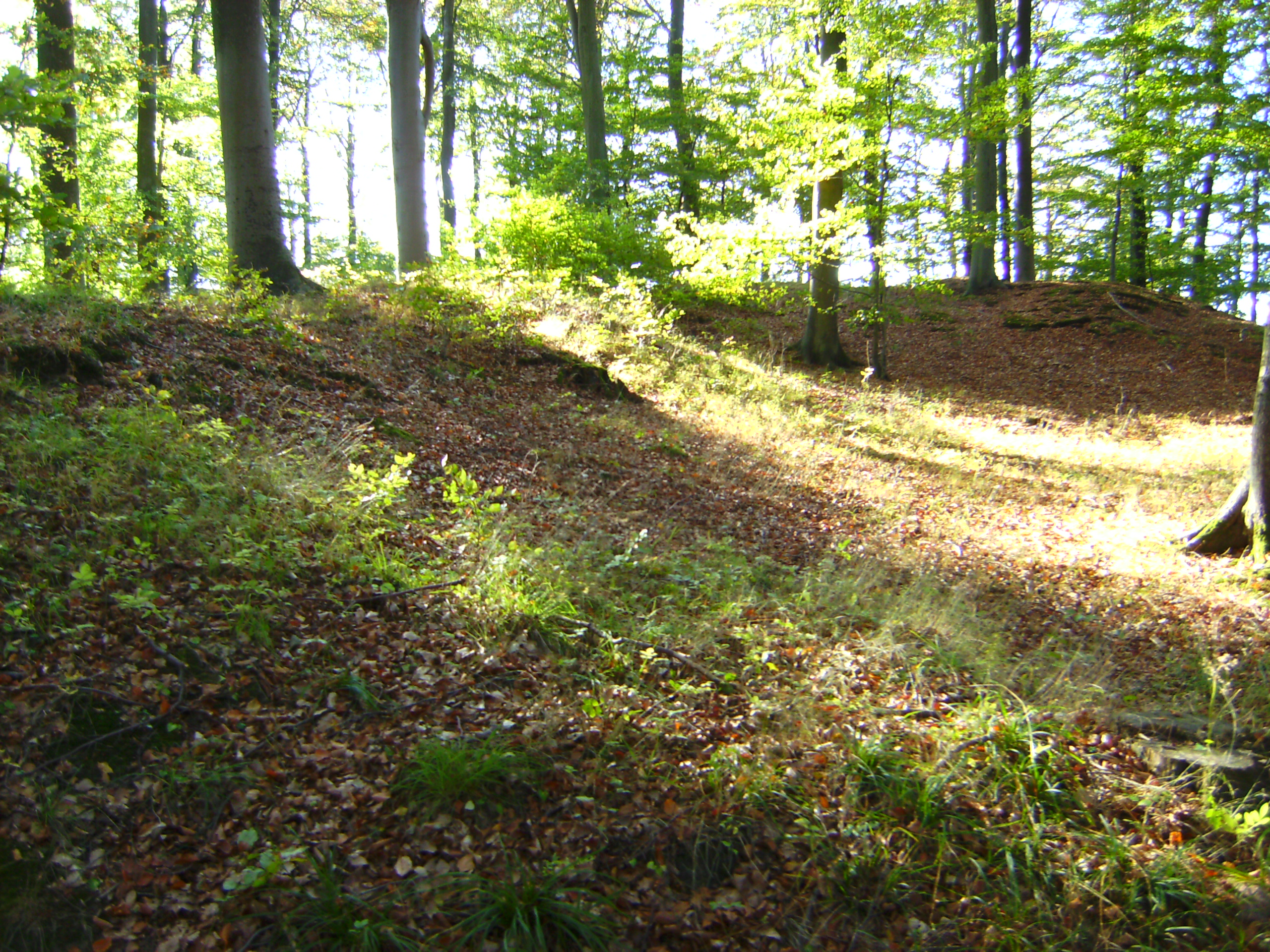
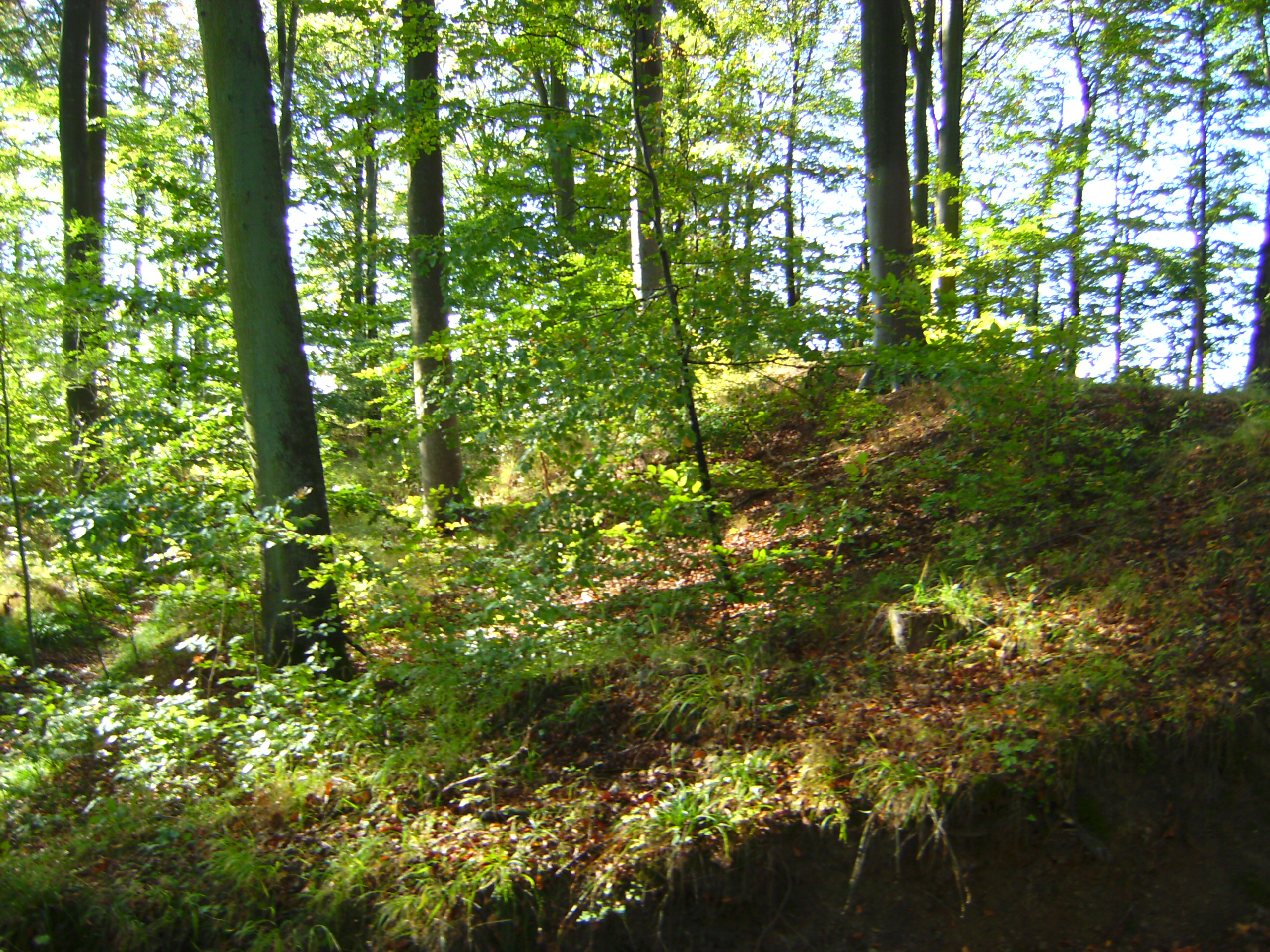
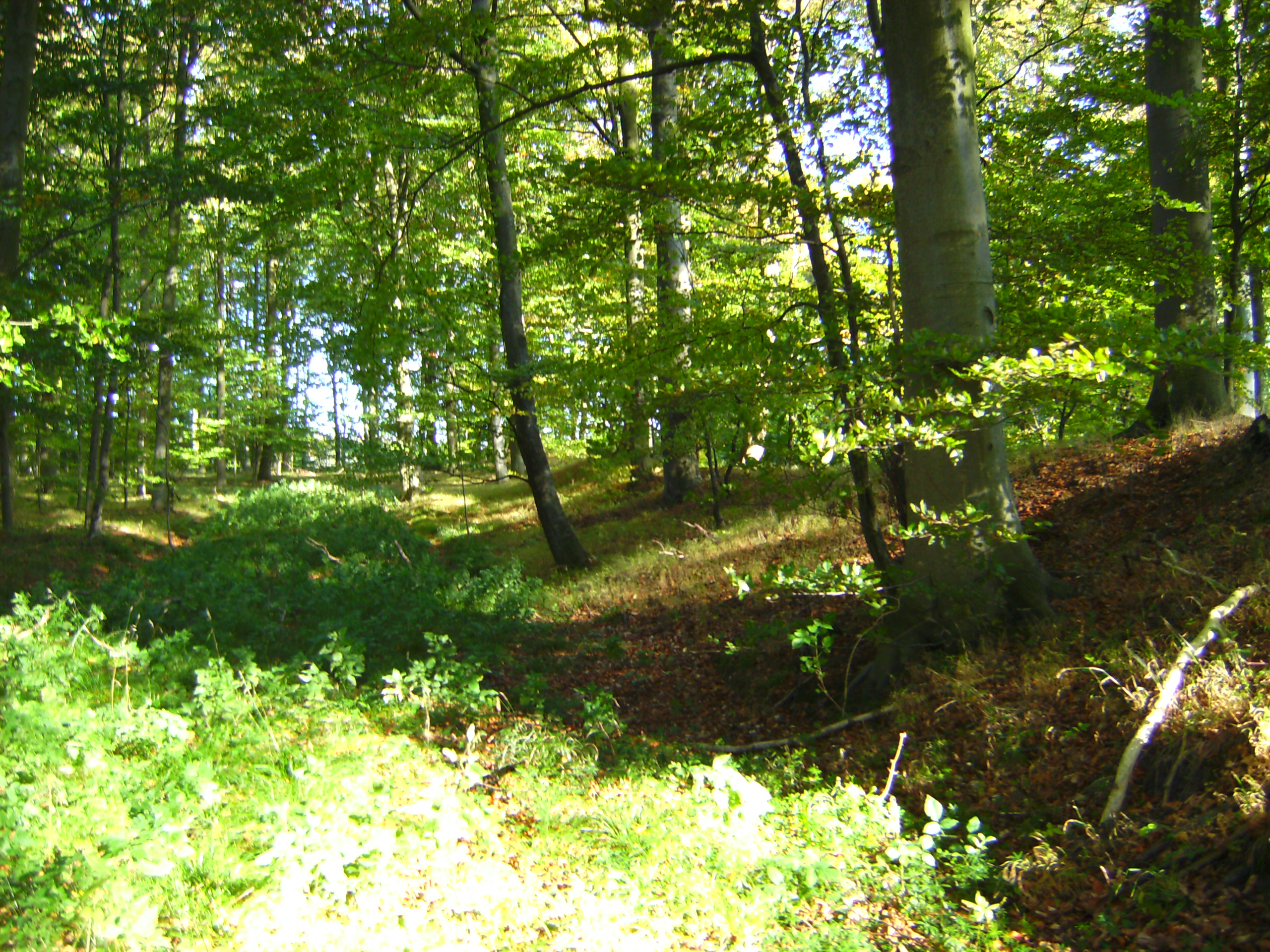

Der noch intakte östliche Teil befindet sich im Karup Vænge, einem Wald südlich des Hejrede Sees an der Grenze zwischen dem Musse und dem Fuglse Herred. Die Burg wurde bereits 1944 untersucht, aber allgemeine Bekanntheit erlangten die Wälle erst durch einen Artikel von Harald Andersen und Sven Thorsen in der populärwissenschaftlichen Zeitschrift Skalk in den Jahren 1992 und 1993. Im Jahr 1995 erfolgten neue Untersuchungen an Ort und Stelle, und es stellte sich heraus, dass G. U. Haugner Ansicht richtig war und die Anlage von etwa 550 n. Chr. stammt.

## Nutzung
Über die ursprüngliche Funktion der Anlagen gibt es mehrere Theorien. Zwar lassen die Baulichkeiten eine Verteidigungsanlage vermuten, doch ist diese bei der Größe schwer zu sichern. Daher werden die Fornborgar mit slawischen Burgen verglichen, die ähnlich den späteren mittelalterlichen Städten geschützte Wohnstätte und religiöses Zentrum waren. Auch die Funktion als Fluchtburg kommt bei einigen in Betracht, allerdings sollte es sich um einen einheitlichen Nutzungsgrund handeln.
Das Ganggrab im Lars Jensens Skov liegt auf dem Gelände von Lollands Østerborg westlich des Røgbøllevej.